# Herweghhof

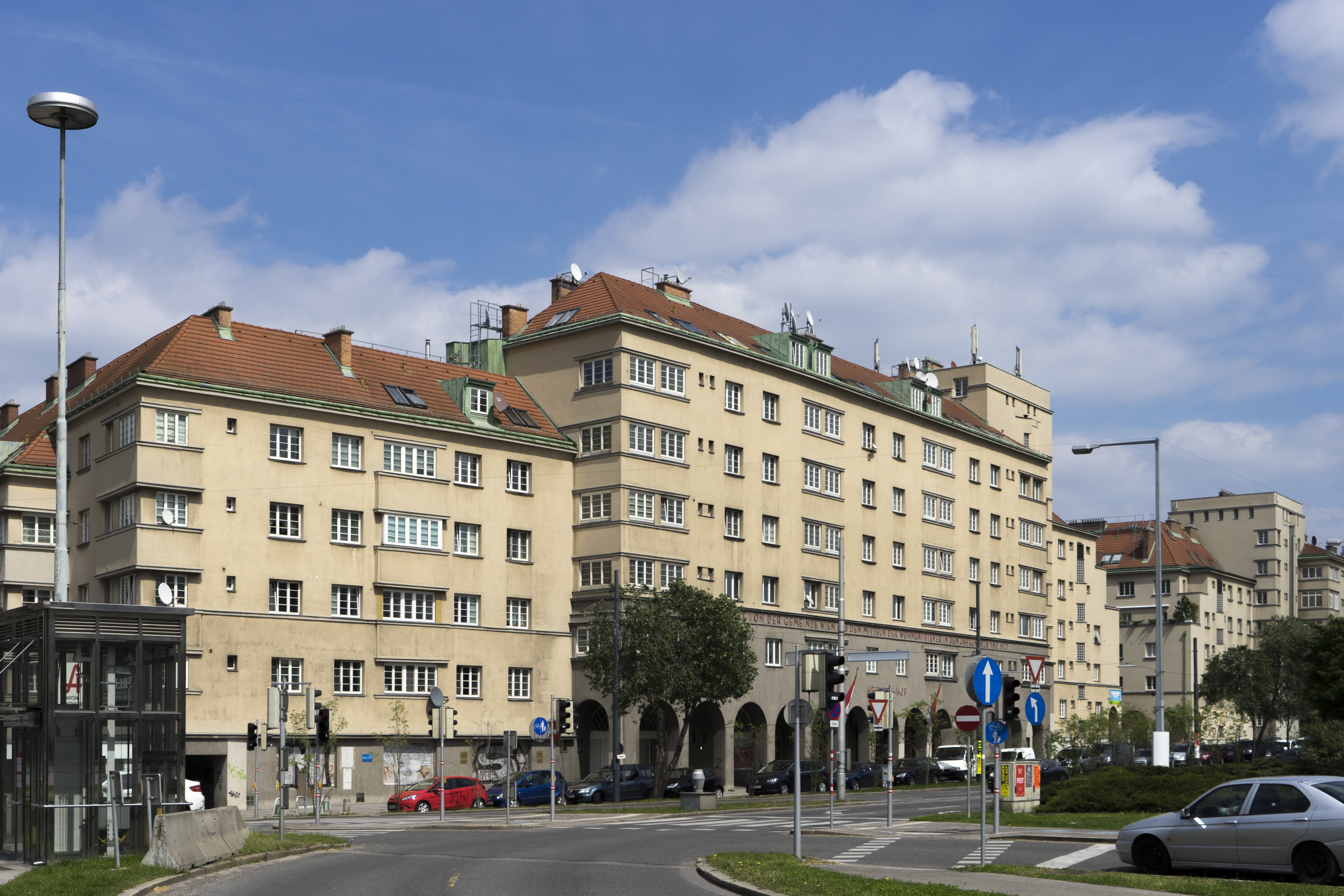
Der Herweghhof vom Gürtel aus gesehen

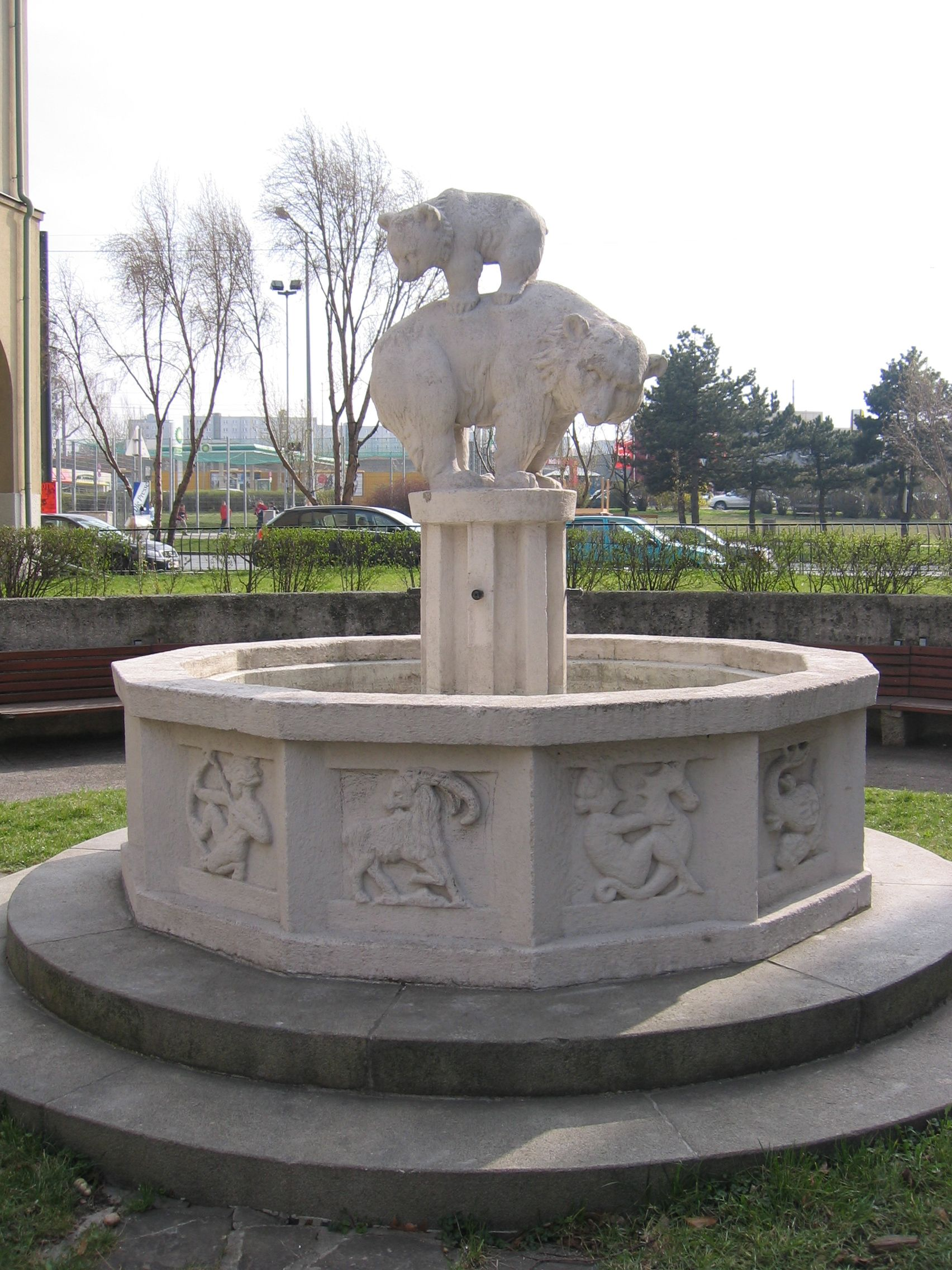
Brunnen zwischen Herweghhof und Julius-Popp-Hof

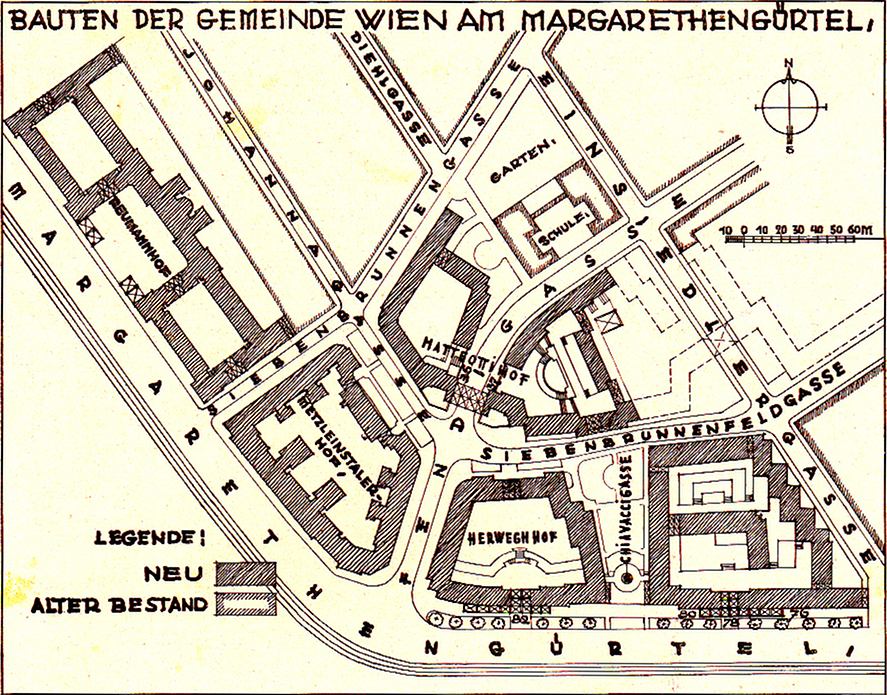
Lageplan, um 1927

Der Herweghhof ist eine denkmalgeschützte städtische Wohnhausanlage in Wien-Margareten. Sie befindet sich am Margaretengürtel 82–88.

## Baubeschreibung
Der Herweghhof wurde in den Jahren 1926/27 von den Architekten Heinrich Schmid und Hermann Aichinger als städtische Wohnhausanlage errichtet. Er wurde nach dem politischen Lyriker und deutschen Freiheitsdichter Georg Herwegh benannt. Eine Gedenktafel und ein Medaillon des Dichters sind als Erinnerung im Eingangsbereich angebracht.
Die Anlage umfasst 220 Wohnungen und bildet mit dem benachbarten Julius-Popp-Hof eine Einheit. Zusammen mit dem nahen Metzleinstaler Hof und dem Matteottihof wurde in diesem Bereich Margaretens ein markantes Stadtviertel geschaffen.
Bemerkenswert sind die langen Arkadenreihen zum Gürtel, mit den dahinter liegenden Läden. Die Höhendifferenz zwischen Gürtel und Siebenbrunnenfeldgasse wurde mittels Terrassen elegant überwunden. Ebenso erwähnenswert sind die Details wie Laternen, Pergolen, Klopfstangen und die dekorativen Erkerfenster dieses Gemeindebaus.
In der Grünanlage zwischen Julius-Popp-Hof und Herweghhof steht ein Brunnen, der eine Bärin mit ihrem Jungen darstellt, von Hanna Gärtner aus dem Jahr 1928.